# Quận Nicollet, Minnesota
Quận Nicollet là một quận thuộc tiểu bang Minnesota, Hoa Kỳ.
Quận này được đặt tên theo. Theo điều tra dân số của Cục điều tra dân số Hoa Kỳ năm 2000, quận có dân số 29.711 người. Quận lỵ đóng ở St. Peter.

## Địa lý
Theo Cục điều tra dân số Hoa Kỳ, quận có diện tích 1209 km2, trong đó có 38 km2 là diện tích mặt nước.

### Các xa lộ chính
| - U.S. Highway 14 - U.S. Highway 169 - Minnesota State Highway 4 (briefly) - Minnesota State Highway 15 - Minnesota State Highway 22 | - Minnesota State Highway 60 - Minnesota State Highway 99 - Minnesota State Highway 111 - Minnesota State Highway 295 - Minnesota State Highway 333 |

### Quận giáp ranh
- Sibley County (bắc)
- Le Sueur County (đông)
- Blue Earth County (đông nam)
- Brown County (tây nam)
- Renville County (tây bắc)